# Simibryocryptella wiebachi
Simibryocryptella wiebachi is een mosdiertjessoort uit de familie van de Bryocryptellidae. De wetenschappelijke naam van de soort is voor het eerst geldig gepubliceerd in 1977 door d'Hondt.